# 太極千字文
《太極千字文》是日本東映動畫與韓國國營廣播公司KBS共同制作的電視動畫，由2007年4月到2008年1月期間在KBS電視台播出。作品中的創作工作如劇本、分鏡、人物設計、背景設計等由東映動畫負責，而實際的制作工作則是由韓國的制作公司承包。

## 故事簡介
除了一般人生活人間之外，其實還存在著名為仙界的異世界。仙界中分為虎族和龍族。兩族本來河水不犯井水，分別守護著500個力量強大的千字文，直到龍族將軍迪伽發動政變殺死龍王（阿烏拉的爸爸）成為新龍王之後，打算奪取虎族的500個千字文，成為可以掌握全世界的太極王而攻打虎族。虎王為防龍王迪迦得到虎族的千字文，把千字文石塊打破，從此500個虎族千字文流落人間。
一直在人間生活的平凡的小學生拉伊，因媽媽生日在古董店買了一個盒作為禮物，回家後遇上的龍族戰士盧卡認出拉伊是虎族人打算殺死他，拉伊媽媽為保護他而犧牲自己。就在此時，拉伊和之前買的盒所保存的火千字文共鳴，第一次使用千字文力量，與此同時，太極守虎隊也跟著海克的指示找到拉伊並使盧卡在一時間不能活動，有足夠時間和拉伊逃離現場，在太極守虎隊等人向拉伊說明真相之後雖然不情願，但拉伊為了向盧卡報復，還是和一行人共同上路，開始尋找虎族的千字文。

## 登場角色

### 主要角色
拉伊(Rai)（韓國：孫正娥、香港：謝潔貞）
形象顏色：  红色
本故事的主角。屬太極守虎隊，11歲。
擁有紅色頭髮紅色眼睛。有很強大的千字文力量(可以不使用千字文機直接使用千字文)。在父親失蹤後和母親雙依為命，故事後期成為太極守虎隊的隊長。經常與塞娜吵架。父親是虎族人，母親是龍族人。
主力千字文：火
塞娜(Sena)（楊善諭）
屬太極守虎隊，10歲。
形象顏色：  粉红色
前太極守虎隊隊長，後來覺得拉伊比自己更有資格決定把隊長之位讓給他。原本因有三位很厲害的姐姐而感到自卑，後得到拉伊的支持而重新認識自己，喜歡拉伊。
姘(Finn)（李致林）
形象顏色：  蓝色
屬太極守虎隊，11歲。
外表冷酷，其實本性和善。被拉伊認為他「外冷內熱」，與拉伊比賽任何東西總是勝出。從小就跟著西德長老。他說自己生存是為了戰鬥，曾想犧牲自己為虎族戰鬥，被拉伊救回，後被拉伊的說話所感動。為了同伴而珍惜自己的生命。
其實是吉魯巴用千字文制造出來的複製人，所以他要替吉魯巴完成任務，他取走了虎族的千字文將它交給了吉魯巴。
主力千字文：冰
多力(Tori)（伍秀霞）
形象顏色：  緑色
屬太極守虎隊，9歲。
性格樂天，太極守虎隊中最早接觸拉伊使其打開心窗。在孤兒院長大，常與小朋友玩。以前的多力是一個被動的男孩，後因一次扮鬼臉嘗試與小朋友接觸，便開始變得積極和主動。因要為虎族尋找千字文，便說自己成為明星要離開孤兒院，因一次千字文回收回到孤兒院，大家便發現他的謊話：塞娜是個有名的女演員、拉伊是個粗心大意的經理人等。後來知道孤兒院的小朋友很早己知道自己在說謊。
頓哈(Donha)（劉奕希）
形象顏色：  黄色
屬太極守虎隊，15歲。
外表肥胖，極為好吃，但心地善良。因为他的善良還跟扎哈拉成了好朋友。
盧卡(Luka)（劉昭文、袁淑珍(童年)）
24歲。被稱為龍族中最強的戰士，仰慕龍族公主(拉伊母親)。與米蘇卡同為勞勞亞徒弟。
是一個傲慢、冷靜、自大、聰明的龍族戰士，似乎有點自我中心。認為自己是龍族中最好的戰士，並且看不起其他人。
隨著劇情的發展，從第18集開始，他的性格變得溫和了一些。他很關心自己的龍族同伴。事實證明，他對米蘇卡把阿布和扎哈拉變成怪物非常生氣。
主力千字文：水

### 主要角色家人
魯巴(Luva)（招世亮、梁志達(拉伊為千字文回到過去時見到的年青魯巴)）
拉伊的爸爸，原虎族王子。
化名「吉魯巴」留在龍王身邊。
阿烏拉(Laura)（黃麗芳）
拉伊的媽媽，原龍族公主，30歲。
第1話後便化身假面戰士，並幫助拉伊。給拉伊「兵」和「羽」千字文。
菲菲(Phoebe)（劉惠雲）
盧卡的妹妹。13歲。
討厭戰爭，說不論是虎族和龍族，只要喜歡戰鬥，便不會放過他，就是她這不經意的說話令失落的拉伊重新振作。
喜歡拉伊和自己哥哥(盧卡)，說塞娜是拉伊的女朋友，所以是她的情敵。
是個有點笨手笨腳的少女，但很善良。
居住在精靈之島，與勞勞亞長老同住，精靈之鳥上的動物是她的好朋友。
起初認為拉伊是個愛戰鬥的人，於是把拉伊掉在地上的千字文機沒收，並告訴不可還給他，因他便會再次用它來戰鬥。後來明白拉伊並不是喜歡戰鬥的人，對他改觀。
因一次被加卡特捉去做引拉伊出來的人質，首次與加卡特接觸而明白加卡特是個怎樣的人，後來他們成了「朋友」。
阿丹（李錦綸）
虎族將軍，老虎號2號的艦長，41歲。
塞娜、漢娜、艾斯堤、克洛德、斯特拉的父親。
一次塞娜為了救他而被他說沒資格當太極守虎隊的隊長。
艾斯堤(Asty)（陸惠玲）
塞娜的大家姐。她的性格是天生的領導者，總是為任務做事先計劃，並知道要採取什麼措施。她喜歡和克洛德和斯特拉一起戲弄塞娜，例如在太極守虎隊面前說塞娜不會游泳。
克洛德(Cloda)（張頌欣）
塞娜的二家姐。
斯特拉(Straw)（曾秀清）
塞娜的三家姐。
漢娜(Hannah)（陳凱婷）
塞娜唯一的妹妹。6歲。
拉伊使用的千字文機本來是為她而做。起初很討厭拉伊，後對拉伊改觀。
她想成為一名太極守虎隊。她的姐姐答應給她一個千字文機，但他們將其給了拉伊，因為他需要它。
是塞娜和她的姐姐們最小的妹妹，是虎族將軍的女兒。有一天，塞娜答應給她一個千字文機，但卻給了拉伊。她表現出一種像被寵壞的動物一樣的態度。
她的態度很魯莽，這是因為她覺得自己被排除在太極守虎隊的任務之外，為了證明自己，因此她去尋找一張千字文卡，並偷走了拉伊的千字文機完成來達到這目的。

### 其他人類

#### 虎族
智砷（張錦江）
虎族將軍。34歲。
卡姆盧卡（雷碧娜）
虎族三代長老之一。100歲。
第一個發現拉伊真正身份的人。喜歡喝茶。
西德（陳曙光）
虎族三代長老之一。100歲。在姘小時候收養他，和姘的感情深如父子。
派倫
虎族三代長老之一。100歲。

#### 龍族
扎哈拉(Jahara)（黃玉娟）
23歲。龍族戰士、一直都喜歡盧卡。但是卻不敢承認！在第30多集的時候被米蘇卡給利用。跟德蘭也是好朋友。是一個非常驕傲和狡猾的人。一直在努力證明自己(不同於塞娜)。似乎對孩子很尷尬，從她對漢娜的反應就證明這一點。雖然看起來像一個女鬥士，但也有一些少女的特質。
布(Ave)（陳欣）
加利尼亞(Garnia)（盧國權）
41歲。
畢沙斯（張錦江）
46歲。龍族到人間追尋虎族千字文先頭部隊司令。
米蘇卡(Mischka)（張裕東）
與盧卡同為勞勞亞徒弟。龍族的新任將軍。和盧卡小時候曾經是朋友。但是，當他們18歲時接受太極測試時，他用自己的牌擊敗了許多機械人，結果發現盧卡用自己的水千字文卡把所有機械人都擊敗了。米蘇卡開始嫉妒盧卡。當米蘇卡還是個孩子的時候，曾經比現在更和藹可親。但在嫉妒盧卡之後，他改變了自己，他的戰鬥技術隨著年齡的增長而提高。也因為他的計劃而多次擊退了追趕者。但為了實現自己的目標，他甘願對自己的戰士施以殘酷的對待。
巴魯格
47歲。龍族的將軍。
扎雷斯
38歲。龍族的副將軍。
勞勞亞（陳曙光）
龍族長老。盧卡和米蘇卡的師父。

#### 族外
加卡特(Jakata)（黃榮璋）
利塔(Lita)（劉惠雲）
特拉(Terra)（曾秀清）
亞米麻(Yanima)
達格(Dag)

### 精靈
精靈王（陸惠玲）
海克（馬小靈）
虎精靈。太極守虎隊的精靈。跟龍族精靈德藍曾經是好朋友、因為龍族與虎族的戰爭。讓它們兩個無法在一起。在最終，被精靈王變成了一隻巨大的老虎。
德蘭（馮錦堂）
龍精靈。跟虎族精靈海克是好朋友、以前非常的忠誠於龍王。卻因為某種原因而仇恨龍王。希望世界能够和平起来。大結局被精靈王變成了巨龍。

## 設定&用語

### 千字文相關
千字文
共有1000個文字，500個為虎族，500個為龍族。
千字文機
用以增加使用者的千字文力量使用千字文，如果自身有強大的千字文力量(例如：拉伊)可以直接使用千字文。
千字文石塊
保存千字文的器具，虎王為了不使千字文落入迪伽手中，將虎族的千字文石塊打破，使虎族千字文跌落人間。
千字文卡
一系列具特殊功率的卡，卡上之字跟其效能一致，使用(發動)時，需刷過千字文機方可得出效力，但果自身有強大的千字文力量可以直接使用千字文。
千字文驟增
當一個地方長時間存在千字文，就會使千字文不斷增加，最後失控，在沒有人使用的情況下自行發動。

### 勢力和組織
虎族
龍族
太極守虎隊
虎族千字文回收隊，戰艦為老虎號。
龍王突擊隊
吉魯巴使用千字文制造的復制人戰隊。

### 地方
人間
沒有千字文的世界。
仙界
龍族和虎族原本居住的地方。
精靈之島
仙界中與龍族和虎族無關的地方，是一個和平的地方。有很多動物居住。

### 其他
太極王
現為拉伊

## 千字文
作品中題到太極千字文中，500個為虎族千字文500個為龍族千字文，只有擁有千字文力量人士才可以使用。

由於原作在設定千字文口訣時出現不少同一千字卡有不同口訣的情況。

香港播放時以較一貫，但同一千字卡多口訣的情況尚有出現，以下的口訣表中無()所引的為香港播放時，首次出現的口訣。
| 千字文 | 口訣                                     | 使用者               | 使用種族 |
| ------ | ---------------------------------------- | -------------------- | -------- |
| 暗     | 暗黑天地，暗黑的暗                       | 塞娜                 | 虎族     |
| 氷     | 氷塊風暴氷凍寒雪(寒氷之刃)，氷凍，氷     | 姘                   | 虎族     |
| 爆     | 一觸即發，爆炸的爆                       | 加利尼亞             | 龍族     |
| 壁     | 銅墻鐵壁，墻壁，壁                       | 頓哈                 | 虎族     |
| 幻     | 幻影的幻                                 | 多力                 | 虎族     |
| 川     | 川流不息，水川，川                       | 塞娜                 | 虎族     |
| 刺     | 頂門一針，針刺，刺                       | 盧卡                 | 龍族     |
| 石     | 奇巖怪石，石頭，石                       | 頓哈                 | 虎族     |
| 眠     | 睡眠的眠                                 | 多力                 | 虎族     |
| 火     | 火光沖天，火焰，火                       | 拉伊                 | 虎族     |
| 劍     | 快刀亂麻，刀劍，劍                       | 拉伊                 | 虎族     |
| 煙     | 若隱若現，煙霧的煙                       | 布                   | 龍族     |
| 鞭     | 快馬加鞭，鞭子的鞭                       | 布                   | 龍族     |
| 化     | 變化無雙，變化的化                       | 多力                 | 虎族     |
| 滑     | 滑滑溜溜，滑溜，滑                       | 多力                 | 虎族     |
| 木     | 山川草木，樹木，木                       | 塞娜                 | 虎族     |
| 鋼     | 金剛不壞，鋼鐵，鋼                       | 加利尼亞             | 龍族     |
| 大     | 威風堂堂的大。                           | 加利尼亞             | 龍族     |
| 笑     | 開懷大笑，歡笑，笑                       | 多力                 | 虎族     |
| 牢     | 亡羊補牢，鋼鐵的監獄，牢籠，牢           | 布                   | 龍族     |
| 重     | 千斤萬斤，泰山的重量，沉重的重           | 布                   | 龍族     |
| 電     | 電光石火，閃電，電                       | 姘                   | 虎族     |
| 輕     | 輕飄飄的輕                               | 多力                 | 虎族     |
| 響     | 一波萬波(聲東擊西)，聲響的響             | 拉伊                 | 虎族     |
| 暴     | 兇殘無道，殘暴，暴                       | 拉伊                 | 虎族     |
| 草     | 結草報恩的草                             | 塞娜                 | 虎族     |
| 風     | 凜冽狂風，狂風，風                       | 塞娜                 | 虎族     |
| 曲     | 迂迴曲折，曲折，曲                       | 拉伊                 | 虎族     |
| 斷     | 一刀兩斷，斷開，斷                       | 扎哈拉、拉伊         | 龍族     |
| 破     | 破竹之勢，打破的破                       | 塞娜                 | 虎族     |
| 包     | 愛之重之，包圍的包                       | 頓哈                 | 虎族     |
| 絲     | 一絲不亂，絲線，絲                       | 扎哈拉               | 龍族     |
| 妨     | 妨礙工作，妨礙，妨                       | 加利尼亞             | 龍族     |
| 水     | 青山流水，流水，水                       | 盧卡、拉伊(盧卡借用) | 龍族     |
| 泡     | 水泡發炮，泡沫，泡                       | 阿烏拉               | 龍族     |
| 流     | 飛流直下，流水，流                       | 阿烏拉               | 龍族     |
| 開     | 開封道路，四通八達，開啟，開             | 多力                 | 虎族     |
| 閉     | 關閉的閉                                 | 布                   | 龍族     |
| 球     | 左沖右突，擊球的球                       | 拉伊                 | 虎族     |
| 變     | 變換的變                                 | 布                   | 龍族     |
| 掃     | 魔法掃把，掃把，掃                       | 拉伊(由姘保管)       | 虎族     |
| 下     | 急轉直下，下                             | 布                   | 龍族     |
| 上     | 扶搖直上，上                             | 多力                 | 虎族     |
| 兵     | 千軍萬馬，士兵，兵                       | 拉伊                 | 龍族     |
| 羽     | 羽化登仙，羽毛，羽                       | 拉伊                 | 龍族     |
| 矛     | 一擊即中，槍矛，矛                       | 扎哈拉               | 龍族     |
| 盾     | 盾牌，盾                                 | 阿丹                 | 虎族     |
| 矢     | 百發百中，弓箭，矢                       | 阿丹                 | 虎族     |
| 切     | 切磋琢磨，切斷，切                       | 姘                   | 虎族     |
| 鬼     | 神出鬼沒，鬼魂，鬼                       | 畢沙斯               | 龍族     |
| 引     | 萬有引力，引力，引                       | 姘                   | 虎族     |
| 力     | 力大無窮，力量，力                       | 頓哈                 | 虎族     |
| 小     | 由大變小，細小，小                       | 多力                 | 虎族     |
| 斬     | 一刀兩斷，斬斷，斬                       | 拉伊                 | 虎族     |
| 懀     | 反目仇視，懀恨怨懟，懀恨的懀             | 布                   | 龍族     |
| 合     | 意氣相合，集合，合                       | 拉伊                 | 虎族     |
| 好     | 各有所好，喜好，好                       | 拉伊                 | 虎族     |
| 音     | 噪音滋擾，噪音，音（聲東擊西，聲音，音） | 米蘇卡               | 龍族     |
| 嫌     | 日久生厭，嫌棄，嫌                       | 扎哈拉               | 龍族     |
| 擊     | 一擊即中，打擊，擊                       | 米蘇卡               | 龍族     |
| 海     | 茫茫大海，大海，海                       | 艾斯堤               | 虎族     |
| 道     | 暢通無阻，道路，道                       | 塞娜                 | 虎族     |
| 銃     | 百發百中，銃槍，銃                       | 克洛德               | 虎族     |
| 油     | 電油，油                                 | 斯特拉               | 虎族     |
| 覺     | 大惻大悟，醒覺，覺                       | 拉伊                 | 龍族     |
| 倍     | 千倍萬倍，倍增，倍                       | 布                   | 龍族     |
| 遲     | 遲鈍緩慢，遲鈍，遲                       | 加利尼亞             | 龍族     |
| 速     | 速戰速決，快速，速                       | 多力                 | 虎族     |
| 回     | 迴旋躲避，來回，回                       | 多力                 | 虎族     |
| 壞     | 天崩地裂，崩壞，壞                       | 盧卡、拉伊           | 龍族     |
| 移     | 瞬間移動，移動的移                       | 布                   | 龍族     |
| 蒸     | 蒸蒸向上，蒸汽，蒸                       | 盧卡                 | 龍族     |
| 亂     | 混亂，亂                                 | 拉伊                 | 虎族     |
| 反     | 撥亂反正，反轉，反                       | 吉魯巴               | 虎族     |
| 心     | 內心平和，心機一轉，內心，心             | 吉魯巴               | 虎族     |
| 荊     | 荊棘滿途，荊棘，荊                       | 特拉                 | 龍族     |
| 熱     | 熱氣逼人，炎熱，熱                       | 加卡特               | 龍族     |
| 彈     | 一擊即中，子彈，彈                       | 利塔                 | 龍族     |
| 蟲     | 昆蟲，蟲                                 | 亞米麻               | 龍族     |
| 炮     | 集中炮火，大砲，炮                       | 達格                 | 龍族     |
| 暑     | 酷暑難耐，酷暑，暑                       |                      | 虎族     |
| 封     | 封印，封                                 |                      |          |
| 運     | 運送，運                                 | 米蘇卡               | 龍族     |
| 崩     | 崩壞，崩                                 | 米蘇卡               | 龍族     |
| 消     | 無影無蹤，消失，消                       | 卡姆盧卡             | 虎族     |
| 捕     | 捕捉，捕                                 | 派倫                 | 虎族     |
| 幕     | 黑幕，幕                                 | 米蘇卡               | 龍族     |
| 花     | 百花齊放，花瓣，花                       | 菲菲                 | 龍族     |
| 隠     | 隠藏，隠                                 | 米蘇卡               | 龍族     |
| 擊     | 一擊即中，打擊，擊                       | 米蘇卡               | 龍族     |
| 裂     | 支離破碎，裂開，裂                       |                      |          |
| 分     | 一分為二，分開，分                       | 米蘇卡               | 龍族     |
| 生     | 九死一生，生死，生                       | 吉魯巴               | 虎族     |
| 束     | 束綁，束                                 |                      |          |
| 結     | 打結，結                                 |                      |          |
| 止     | 戈然而止，停止，止                       | 米蘇卡               | 龍族     |
| 吸     | 吸收，吸                                 | 迪伽                 | 龍族     |
| 鎖     | 枷鎖，鎖                                 | 巴魯格               | 龍族     |
| 燃     | 完全燃燒，燃燒，燃                       | 巴魯格               | 龍族     |
| 影     | 黑暗影子，影子，影                       | 迪伽                 | 龍族     |
| 光     | 光明天地，光明，光                       | 阿烏拉               | 龍族     |
| 替     | 替換，替                                 | 克洛德               | 虎族     |
| 換     | 身體交換，交換，換                       | 米蘇卡               | 龍族     |
| 滅     | 生者必滅，滅亡，滅                       | 迪伽                 | 龍族     |
| 固     | 固定，固                                 | 勞勞亞               | 龍族     |
| 傳     | 傳送，傳                                 | 米蘇卡               | 龍族     |
| 界     | 時空超越，地界，界                       | 卡姆盧卡             | 虎族     |
| 綁     | 捆綁，綁                                 |                      |          |
| 毒     | 毒害，毒                                 | 西德                 | 虎族     |
| 鏡     | 鏡花水月，鏡子，鏡                       | 姘                   | 虎族     |
| 還     | 歸還，還                                 | 加卡特               | 龍族     |
| 巨     | 巨大無比，巨大，巨                       | 拉伊                 | 虎族     |
| 巖     | 千巖萬壑，巖石，巖                       | 頓哈                 | 虎族     |
| 融     | 融合，融                                 | 迪伽                 | 龍族     |
| 鬼     | 神出鬼沒，鬼魂，鬼                       | 畢沙斯               | 龍族     |

### 合體千字文
比單獨使用千字文有更強大的作用，但會消耗大量千字文力量。
| 千字文            | 口訣                               | 使用者   |
| ----------------- | ---------------------------------- | -------- |
| 炎(上面火+下面火) | 火焰，雙重火焰，狂熱萬丈，火花，炎 | 拉伊     |
| 爆(火+暴)         | 火焰，殘暴的暴，一觸即發，爆炸的爆 | 拉伊     |
| 暴風(風+暴)       | 凜冽暴風，狂風掃落，暴風           | 卡姆盧卡 |

## 各話標題
| 話數   | 韓文標題 | 中文標題                    | 韓國首播日期   | 香港首播日期   |
| ------ | -------- | --------------------------- | -------------- | -------------- |
| 第01話 |          | 火光沖天，火焰              | 2007年4月29日  | 2009年8月13日  |
| 第02話 |          | 啟動，太極千字文            | 2007年5月6日   | 2009年8月14日  |
| 第03話 |          | 笑門萬福來，有笑就有福      | 2007年5月13日  | 2009年8月20日  |
| 第04話 |          | 我們是好朋友                | 2007年5月20日  | 2009年8月21日  |
| 第05話 |          | 患難見真情                  | 2007年5月27日  | 2009年8月27日  |
| 第06話 |          | 爆發，拉伊的神秘力量        | 2007年6月3日   | 2009年8月28日  |
| 第07話 |          | 團結就是力量                | 2007年6月10日  | 2009年9月3日   |
| 第08話 |          | 外冷內熱                    | 2007年6月17日  | 2009年9月4日   |
| 第09話 |          | 老虎號的不速之客            | 2007年6月24日  | 2009年9月10日  |
| 第10話 |          | 飛啦，拉伊，發光的雙翼      | 2007年7月1日   | 2009年9月11日  |
| 第11話 |          | 虎父無犬女                  | 2007年7月8日   | 2009年9月17日  |
| 第12話 |          | 不屈不撓的精神              | 2007年7月15日  | 2009年9月18日  |
| 第13話 |          | 同心協力，事半功倍          | 2007年7月22日  | 2009年9月24日  |
| 第14話 |          | 難能可貴的友情              | 2007年7月29日  | 2009年9月25日  |
| 第15話 |          | 優秀的姐姐                  | 2007年8月5日   | 2009年10月1日  |
| 第16話 |          | 夢真的可以成真              | 2007年8月12日  | 2009年10月2日  |
| 第17話 |          | 再見悲傷                    | 2007年8月19日  | 2009年10月8日  |
| 第18話 |          | 短暫的友誼                  | 2007年8月26日  | 2009年10月9日  |
| 第19話 |          | 同舟共濟，混亂中的友情      | 2007年9月2日   | 2009年10月15日 |
| 第20話 |          | 超越時空，想念的爸爸媽媽    | 2007年9月9日   | 2009年10月16日 |
| 第21話 |          | 龍王突擊隊                  | 2007年9月16日  | 2009年10月22日 |
| 第22話 |          | 龍族戰士內哄                | 2007年9月23日  | 2009年10月23日 |
| 第23話 |          | 正面突破，和龍族的戰鬥      | 2007年9月30日  | 2009年10月29日 |
| 第24話 |          | 捨身成仁，偉大的犧牲        | 2007年10月7日  | 2009年10月30日 |
| 第25話 |          | 死守秘密基地                | 2007年10月14日 | 2009年11月5日  |
| 第26話 |          | 是朋友還是敵人              | 2007年10月21日 | 2009年11月6日  |
| 第27話 |          | 古怪的女孩，菲菲            | 2007年10月28日 | 2009年11月12日 |
| 第28話 |          | 勞勞亞長老杯賽跑大會        | 2007年11月4日  | 2009年11月13日 |
| 第29話 |          | 是朋友還是敵人              | 2007年11月11日 | 2009年11月19日 |
| 第30話 |          | 千字文比賽大會              | 2007年11月18日 | 2009年11月20日 |
| 第31話 |          | 臥薪嘗膽，加卡特的大反擊    | 2007年11月25日 | 2009年11月26日 |
| 第32話 |          | 漸入佳境，精靈王洞穴的決戰  | 2007年12月2日  | 2009年11月27日 |
| 第33話 |          | 露出馬腳 蒙面戰士的真實身份 | 2007年12月9日  | 2009年12月3日  |
| 第34話 |          | 見利忘義 到處都是背叛者     | 2007年12月16日 | 2009年12月4日  |
| 第35話 |          | 進退兩難 命運和友情之間     | 2007年12月23日 | 2009年12月10日 |
| 第36話 |          | 將心比心 虎族和龍族的正義   | 2007年12月30日 | 2009年12月11日 |
| 第37話 |          | 朋友之間的誠信              | 2008年1月6日   | 2009年12月17日 |
| 第38話 |          | 爸爸的陰謀                  | 2008年1月13日  | 2009年12月18日 |
| 第39話 |          | 太極王與仙界的和平          | 2008年1月20日  | 2010年1月1日   |

## 播放電視台
| KBS第1頻道 星期日06:30-07:00             | KBS第1頻道 星期日06:30-07:00               | KBS第1頻道 星期日06:30-07:00 |
| ---------------------------------------- | ------------------------------------------ | ---------------------------- |
|                                          | 太極千字文 （2007年4月29日-2008年1月20日） |                              |
| -                                        | 百變雙子星                                 |                              |
| KBS第1頻道 星期五12:30-13:00             |                                            |                              |
| -                                        | 太極千字文 （2011年1月7日-2011年3月18日）  | 내 친구 우비소년 2           |
| KBS第2頻道 星期一16:30-17:00→15:00-15:30 |                                            |                              |
| ONE PIECE                                | 太極千字文 （2007年6月11日-2008年3月17日） | -                            |

| 香港翡翠台 星期四、五17:15-17:45 | 香港翡翠台 星期四、五17:15-17:45           | 香港翡翠台 星期四、五17:15-17:45 |
| -------------------------------- | ------------------------------------------ | -------------------------------- |
|                                  | 太極千字文 （2009年8月13日-2010年1月1日）  |                                  |
| 衝鋒21                           | 爆旋陀螺 鋼鐵戰魂                          |                                  |
| 香港翡翠台 星期日07:30-08:00     |                                            |                                  |
| 大長今                           | 太極千字文 （2011年11月6日-2012年7月29日） | 超人梅比斯外傳 - 光明始動        |